# Olympische Jugend-Winterspiele 2020/Teilnehmer (Lettland)
| Gelbes Symbol für Goldmedaillen mit stilisierten Olympischen Ringen | Graues Symbol für Silbermedaillen mit stilisierten Olympischen Ringen | Braundes Symbol für Bronzemedaillen mit stilisierten Olympischen Ringen |
| ------------------------------------------------------------------- | --------------------------------------------------------------------- | ----------------------------------------------------------------------- |
| 1                                                                   | 1                                                                     | 2                                                                       |

Lettland nahm an den Olympischen Jugend-Winterspielen 2020 im Schweizerischen Lausanne mit 30 Athleten (16 Mädchen und 14 Jungen) in 9 Sportarten teil.

## Medaillen

### Medaillenspiegel
| Rang   | Sportart   | Gold | Silber | Bronze | Gesamt |
| ------ | ---------- | ---- | ------ | ------ | ------ |
| 1      | Rennrodeln | 1    | 1      | 2      | 4      |
| Gesamt | Gesamt     | 1    | 1      | 2      | 4      |

### Medaillengewinner
| Name/n                                                      | Sportart   | Wettkampf    |
| ----------------------------------------------------------- | ---------- | ------------ |
| Gold                                                        |            |              |
| Gints Bērziņš                                               | Rennrodeln | Einsitzer    |
| Silber                                                      |            |              |
| Kaspars Rinks Ardis Liepiņš                                 | Rennrodeln | Doppelsitzer |
| Bronze                                                      |            |              |
| Viktorija Ziediņa Selīna Elizabete Zvilna                   | Rennrodeln | Doppelsitzer |
| Justīne Maskale Gints Bērziņš Kaspars Rinks / Ardis Liepiņš | Rennrodeln | Teamstaffel  |

## Teilnehmer nach Sportarten

### Biathlon
| Athleten                                                      | Wettbewerbe          | Zeit        | Fehler       | Rang |
| ------------------------------------------------------------- | -------------------- | ----------- | ------------ | ---- |
| Jungen                                                        |                      |             |              |      |
| Ņikita Kondrašovs                                             | 7,5 km Sprint        | 23:41,2 min | 5 (3+2)      | 73   |
| Ņikita Kondrašovs                                             | 12 km Einzel         | 39:53,4 min | 4 (1+1+0+2)  | 49   |
| Aleksandrs Kuzņecovs                                          | 7,5 km Sprint        | 22:44,7 min | 3 (1+2)      | 53   |
| Aleksandrs Kuzņecovs                                          | 12 km Einzel         | 43:29,8 min | 4 (1+1+0+2)  | 82   |
| Imants Maļina                                                 | 7,5 km Sprint        | 23:24,1 min | 4 (1+3)      | 67   |
| Imants Maļina                                                 | 12 km Einzel         | 40:35,7 min | 5 (1+2+1+1)  | 56   |
| Mädchen                                                       |                      |             |              |      |
| Signe Miķelsone                                               | 6 km Sprint          | 22:21,3 min | 2 (1+1)      | 69   |
| Signe Miķelsone                                               | 10 km Einzel         | 44:11,7 min | 10 (2+3+4+1) | 81   |
| Anastasija Ņedaivodina                                        | 6 km Sprint          | 25:12,0 min | 2 (1+1)      | 85   |
| Anastasija Ņedaivodina                                        | 10 km Einzel         | 44:38,6 min | 7 (2+1+2+2)  | 82   |
| Līva Šahno                                                    | 6 km Sprint          | 22:58,0 min | 4 (1+3)      | 72   |
| Līva Šahno                                                    | 10 km Einzel         | 40:06,1 min | 5 (1+1+0+3)  | 56   |
| Mixed                                                         |                      |             |              |      |
| Līva Šahno Ņikita Kondrašovs                                  | Single Mixed-Staffel | 49:42,5 min | 1+6 4+11     | 24   |
| Signe Miķelsone Līva Šahno Imants Maļina Aleksandrs Kuzņecovs | Mixed-Staffel        | 1:22:06,8 h | 0+3 4+8      | 20   |

### Bob
| Athlet            | Wettbewerb | Lauf 1      | Lauf 1 | Lauf 2      | Lauf 2 | Gesamt      | Gesamt |
| Athlet            | Wettbewerb | Zeit        | Rang   | Zeit        | Rang   | Zeit        | Rang   |
| ----------------- | ---------- | ----------- | ------ | ----------- | ------ | ----------- | ------ |
| Jungen            |            |             |        |             |        |             |        |
| Renārs Grantiņš   | Monobob    | 1:13,44 min | 5      | 1:13,33 min | 10     | 2:26,77 min | 8      |
| Mädchen           |            |             |        |             |        |             |        |
| Loreta Beķerniece | Monobob    | 1:14,95 min | 8      | 1:14,65 min | 8      | 2:29,60 min | 7      |

### Curling
| Wettbewerb    | Mixed-Team                                                               | Mixed-Team                                                               | Mixed-Team                                                               | Mixed-Team                                                               |
| ------------- | ------------------------------------------------------------------------ | ------------------------------------------------------------------------ | ------------------------------------------------------------------------ | ------------------------------------------------------------------------ |
| Athleten      | Ričards Vonda                                                            | Ērika Patrīcija Bitmete                                                  | Eduards Seļiverstovs                                                     | Anna Lasmane                                                             |
| Vorrunde      | Tschechien 0:7 Vereinigte Staaten 0:7 Italien 7:7 Schweden 7:9 Japan 4:9 | Tschechien 0:7 Vereinigte Staaten 0:7 Italien 7:7 Schweden 7:9 Japan 4:9 | Tschechien 0:7 Vereinigte Staaten 0:7 Italien 7:7 Schweden 7:9 Japan 4:9 | Tschechien 0:7 Vereinigte Staaten 0:7 Italien 7:7 Schweden 7:9 Japan 4:9 |
| Viertelfinale | ausgeschieden                                                            | ausgeschieden                                                            | ausgeschieden                                                            | ausgeschieden                                                            |
| Halbfinale    | ausgeschieden                                                            | ausgeschieden                                                            | ausgeschieden                                                            | ausgeschieden                                                            |
| Finale        | ausgeschieden                                                            | ausgeschieden                                                            | ausgeschieden                                                            | ausgeschieden                                                            |
| Platzierung   | 22                                                                       | 22                                                                       | 22                                                                       | 22                                                                       |

Im Mixed-Doppel, kam der Partner immer aus einem anderen Land, somit spielten nur gemischte Mannschaften in diesem Wettbewerb mit.
| Athleten                                | Wettbewerb   | 1. Runde                            | 1. Runde | 2. Runde                           | 2. Runde      | 3. Runde                      | 3. Runde      | 4. Runde      | 4. Runde      | Halbfinale    | Halbfinale    | Finale/Platz 3 | Finale/Platz 3 | Rang |
| Athleten                                | Wettbewerb   | Gegner                              | Erg      | Gegner                             | Erg           | Gegner                        | Erg           | Gegner        | Erg           | Gegner        | Erg           | Gegner         | Erg            | Rang |
| --------------------------------------- | ------------ | ----------------------------------- | -------- | ---------------------------------- | ------------- | ----------------------------- | ------------- | ------------- | ------------- | ------------- | ------------- | -------------- | -------------- | ---- |
| Mixed                                   |              |                                     |          |                                    |               |                               |               |               |               |               |               |                |                |      |
| Ingeborg Forbregd Ričards Vonda         | Mixed Doppel | Karolina Jensen Zhai Zhixin         | 5:10     | ausgeschieden                      | ausgeschieden | ausgeschieden                 | ausgeschieden | ausgeschieden | ausgeschieden | ausgeschieden | ausgeschieden | ausgeschieden  | ausgeschieden  | 25   |
| Anna Lasmane William Becker             | Mixed Doppel | Malin Da Ros Ethan Hebert           | 10:4     | Marta Lo Deserto Aleix Raubert     | 8:7           | Chana Beitone Nikolai Lysakov | 5:10          | ausgeschieden | ausgeschieden | ausgeschieden | ausgeschieden | ausgeschieden  | ausgeschieden  | 7    |
| Ērika Bitmete Takumi Maeda              | Mixed Doppel | Federica Ghedina Jakob Omerzel      | 8:6      | Katariina Klammer Mikhail Vlasenko | 8:7           | Maelle Vergnaud Grunde Buraas | 8:9           | ausgeschieden | ausgeschieden | ausgeschieden | ausgeschieden | ausgeschieden  | ausgeschieden  | 7    |
| Valeriia Denisenko Eduards Seļiverstovs | Mixed Doppel | İfayet Şafak Çalıkuşu Park Sang-woo | 10:3     | Monika Wosińska Zhang Likun        | 3:7           | ausgeschieden                 | ausgeschieden | ausgeschieden | ausgeschieden | ausgeschieden | ausgeschieden | ausgeschieden  | ausgeschieden  | 13   |

### Eishockey
Im 3×3 Eishockey spielten die Athleten in gemischten Mannschaften.
| Mannschaft  | Athleten | Vorrunde       | Vorrunde | Halbfinale    | Halbfinale    | Finale/Spiel um Bronze | Finale/Spiel um Bronze | Rang |
| Mannschaft  | Athleten | Gegner         | Ergebnis | Gegner        | Ergebnis      | Gegner                 | Ergebnis               | Rang |
| ----------- | --- | -------------- | -------- | ------------- | ------------- | ---------------------- | ---------------------- | ---- |
| Jungen      | |                |          |               |               |                        |                        |      |
| _ Team Grau | Siria Dore Valentina Vrhoci Lina Meijer Emilia Munteanu Ilary Larese De Pasqua Zhang Shuqi Markéta Mazancová Jekaterina Dawletschina Ebony Brunt Lee Eun-ji Dorottya Gengeliczky Sofie van Dueren Jeļizaveta Stadņika | _ Team Blau    | 9:8      | ausgeschieden | ausgeschieden | ausgeschieden          | ausgeschieden          | 6    |
| _ Team Grau | Siria Dore Valentina Vrhoci Lina Meijer Emilia Munteanu Ilary Larese De Pasqua Zhang Shuqi Markéta Mazancová Jekaterina Dawletschina Ebony Brunt Lee Eun-ji Dorottya Gengeliczky Sofie van Dueren Jeļizaveta Stadņika | _ Team Gelb    | 11:8     | ausgeschieden | ausgeschieden | ausgeschieden          | ausgeschieden          | 6    |
| _ Team Grau | Siria Dore Valentina Vrhoci Lina Meijer Emilia Munteanu Ilary Larese De Pasqua Zhang Shuqi Markéta Mazancová Jekaterina Dawletschina Ebony Brunt Lee Eun-ji Dorottya Gengeliczky Sofie van Dueren Jeļizaveta Stadņika | _ Team Braun   | 6:16     | ausgeschieden | ausgeschieden | ausgeschieden          | ausgeschieden          | 6    |
| _ Team Grau | Siria Dore Valentina Vrhoci Lina Meijer Emilia Munteanu Ilary Larese De Pasqua Zhang Shuqi Markéta Mazancová Jekaterina Dawletschina Ebony Brunt Lee Eun-ji Dorottya Gengeliczky Sofie van Dueren Jeļizaveta Stadņika | _ Team Rot     | 13:9     | ausgeschieden | ausgeschieden | ausgeschieden          | ausgeschieden          | 6    |
| _ Team Grau | Siria Dore Valentina Vrhoci Lina Meijer Emilia Munteanu Ilary Larese De Pasqua Zhang Shuqi Markéta Mazancová Jekaterina Dawletschina Ebony Brunt Lee Eun-ji Dorottya Gengeliczky Sofie van Dueren Jeļizaveta Stadņika | _ Team Grün    | 6:14     | ausgeschieden | ausgeschieden | ausgeschieden          | ausgeschieden          | 6    |
| _ Team Grau | Siria Dore Valentina Vrhoci Lina Meijer Emilia Munteanu Ilary Larese De Pasqua Zhang Shuqi Markéta Mazancová Jekaterina Dawletschina Ebony Brunt Lee Eun-ji Dorottya Gengeliczky Sofie van Dueren Jeļizaveta Stadņika | _ Team Schwarz | 8:16     | ausgeschieden | ausgeschieden | ausgeschieden          | ausgeschieden          | 6    |
| _ Team Grau | Siria Dore Valentina Vrhoci Lina Meijer Emilia Munteanu Ilary Larese De Pasqua Zhang Shuqi Markéta Mazancová Jekaterina Dawletschina Ebony Brunt Lee Eun-ji Dorottya Gengeliczky Sofie van Dueren Jeļizaveta Stadņika | _ Team Orange  | 5:2      | ausgeschieden | ausgeschieden | ausgeschieden          | ausgeschieden          | 6    |

### Rennrodeln
| Athlet                                                      | Wettbewerb   | Lauf 1   | Lauf 1 | Lauf 2   | Lauf 2 | Gesamt       | Gesamt |
| Athlet                                                      | Wettbewerb   | Zeit     | Rang   | Zeit     | Rang   | Zeit         | Rang   |
| ----------------------------------------------------------- | ------------ | -------- | ------ | -------- | ------ | ------------ | ------ |
| Jungen                                                      |              |          |        |          |        |              |        |
| Gints Bērziņš                                               | Einsitzer    | 54,036 s | 1      | 54,009 s | 1      | 1:48,045 min | Gold   |
| Kaspars Rinks                                               | Einsitzer    | 54,693 s | 7      | 54,789 s | 6      | 1:49,482 min | 6      |
| Kaspars Rinks Ardis Liepiņš                                 | Doppelsitzer | 54,971 s | 2      | 54,980 s | 3      | 1:49,951 min | Silber |
| Mädchen                                                     |              |          |        |          |        |              |        |
| Zane Kaluma                                                 | Einsitzer    | 55,789 s | 11     | 55,478 s | 10     | 1:51,267 min | 11     |
| Justīne Maskale                                             | Einsitzer    | 55,597 s | 7      | 55,510 s | 11     | 1:51,107 min | 10     |
| Viktorija Ziediņa Selīna Elizabete Zvilna                   | Doppelsitzer | 56,488 s | 5      | 56,555 s | 3      | 1:53,043 min | Bronze |
| Mixed                                                       |              |          |        |          |        |              |        |
| Justīne Maskale Gints Bērziņš Kaspars Rinks / Ardis Liepiņš | Teamstaffel  | –        | –      | –        | –      | 2:54,954 min | Bronze |

### Shorttrack
| Athlet                 | Wettbewerb | Vorlauf      | Vorlauf | Viertelfinale | Viertelfinale | Halbfinale    | Halbfinale    | Finale        | Finale        | Rang |
| Athlet                 | Wettbewerb | Zeit         | Rang    | Zeit          | Rang          | Zeit          | Rang          | Zeit          | Rang          | Rang |
| ---------------------- | ---------- | ------------ | ------- | ------------- | ------------- | ------------- | ------------- | ------------- | ------------- | ---- |
| Jungen                 |            |              |         |               |               |               |               |               |               |      |
| Māris Jānis Šternmanis | 500 m      | 47,046 s     | 4       | ausgeschieden | ausgeschieden | ausgeschieden | ausgeschieden | ausgeschieden | ausgeschieden | 27   |
| Māris Jānis Šternmanis | 1000 m     | 1:38,222 min | 4       | ausgeschieden | ausgeschieden | ausgeschieden | ausgeschieden | ausgeschieden | ausgeschieden | 30   |
| Mädchen                |            |              |         |               |               |               |               |               |               |      |
| Anna Jansone           | 500 m      | 45,873 s     | 3       | ausgeschieden | ausgeschieden | ausgeschieden | ausgeschieden | ausgeschieden | ausgeschieden | 18   |
| Anna Jansone           | 1000 m     | 1:45,697 min | 2       | 1:41,144 min  | 3             | ausgeschieden | ausgeschieden | ausgeschieden | ausgeschieden | 12   |

### Skeleton
| Athlet              | Lauf 1      | Lauf 1 | Lauf 2      | Lauf 2 | Gesamt      | Gesamt |
| Athlet              | Zeit        | Rang   | Zeit        | Rang   | Zeit        | Rang   |
| ------------------- | ----------- | ------ | ----------- | ------ | ----------- | ------ |
| Jungen              |             |        |             |        |             |        |
| Elvis Veinbergs rci | 1:09,33 min | 2      | 1:09,09 min | 2      | 2:18,42 min | Silber |
| Mädchen             |             |        |             |        |             |        |
| Annija Miļūne       | 1:13,87 min | 15     | 1:13,16 min | 12     | 2:27,03 min | 14     |

### Ski Alpin
| Athleten          | Wettbewerbe  | 1. Lauf     | 1. Lauf | 2. Lauf     | 2. Lauf | Gesamt      | Gesamt |
| Athleten          | Wettbewerbe  | Zeit        | Rang    | Zeit        | Rang    | Zeit        | Rang   |
| ----------------- | ------------ | ----------- | ------- | ----------- | ------- | ----------- | ------ |
| Jungen            |              |             |         |             |         |             |        |
| Kristofers Gulbis | Riesenslalom | 1:12,87 min | 46      | 1:11,26 min | 37      | 2:24,13 min | 39     |
| Kristofers Gulbis | Slalom       | DNF         | DNF     | DNF         | DNF     | DNF         | DNF    |
| Mädchen           |              |             |         |             |         |             |        |
| Dženifera Ģērmane | Riesenslalom | 1:06,47 min | 13      | DNF         | DNF     | DNF         | DNF    |
| Dženifera Ģērmane | Slalom       | 46,32 s     | 9       | DNF         | DNF     | DNF         | DNF    |

### Skilanglauf
| Athleten               | Wettbewerbe     | Qualifikation | Qualifikation | Viertelfinale | Viertelfinale | Halbfinale    | Halbfinale    | Finale        | Finale        | Rang |
| Athleten               | Wettbewerbe     | Zeit          | Rang          | Zeit          | Rang          | Zeit          | Rang          | Zeit          | Rang          | Rang |
| ---------------------- | --------------- | ------------- | ------------- | ------------- | ------------- | ------------- | ------------- | ------------- | ------------- | ---- |
| Jungen                 |                 |               |               |               |               |               |               |               |               |      |
| Lauris Kaparkalējs     | 10 km klassisch | –             | –             | –             | –             | –             | –             | 31:02,8 min   | 53            | 53   |
| Lauris Kaparkalējs     | Sprint Freistil | 3:34,36 min   | 47            | ausgeschieden | ausgeschieden | ausgeschieden | ausgeschieden | ausgeschieden | ausgeschieden | 47   |
| Lauris Kaparkalējs     | Langlauf-Cross  | 4:46,46 min   | 50            | –             | –             | ausgeschieden | ausgeschieden | ausgeschieden | ausgeschieden | 50   |
| Aleksandrs Artūrs Ļūļe | 10 km klassisch | –             | –             | –             | –             | –             | –             | 31:44,3 min   | 59            | 59   |
| Aleksandrs Artūrs Ļūļe | Sprint Freistil | 3:39,12 min   | 55            | ausgeschieden | ausgeschieden | ausgeschieden | ausgeschieden | ausgeschieden | ausgeschieden | 55   |
| Aleksandrs Artūrs Ļūļe | Langlauf-Cross  | 5:10,42 min   | 68            | –             | –             | ausgeschieden | ausgeschieden | ausgeschieden | ausgeschieden | 68   |
| Mädchen                |                 |               |               |               |               |               |               |               |               |      |
| Kristīne Brunere       | 5 km klassisch  | –             | –             | –             | –             | –             | –             | 17:26,9 min   | 53            | 53   |
| Kristīne Brunere       | Sprint Freistil | 3:11,44 min   | 54            | ausgeschieden | ausgeschieden | ausgeschieden | ausgeschieden | ausgeschieden | ausgeschieden | 54   |
| Kristīne Brunere       | Langlauf-Cross  | 6:33,61 min   | 72            | –             | –             | ausgeschieden | ausgeschieden | ausgeschieden | ausgeschieden | 72   |
| Samanta Krampe         | 5 km klassisch  | –             | –             | –             | –             | –             | –             | 19:11,1 min   | 66            | 66   |
| Samanta Krampe         | Sprint Freistil | 3:09,32 min   | 52            | ausgeschieden | ausgeschieden | ausgeschieden | ausgeschieden | ausgeschieden | ausgeschieden | 52   |
| Samanta Krampe         | Langlauf-Cross  | 5:57,92 min   | 56            | –             | –             | ausgeschieden | ausgeschieden | ausgeschieden | ausgeschieden | 56   |